# Greens Norton
Greens Norton es una parroquia civil situada en la autoridad unitaria de West Northamptonshire, en Northamptonshire, Inglaterra (Reino Unido). Según el censo de 2021, tiene una población de 1525 habitantes.
Está ubicada cerca de la ciudad de Northampton.